# O-Zone
O-Zone ist eine moldauische Boygroup. International bekannt wurde die Band 2004 mit ihrem Charterfolg Dragostea din tei.

## Geschichte
Die erste Besetzung bestand aus Dan Bălan und Petru Jelihovschi. 1998 wurde in Chișinău ein Casting abgehalten, um eine moldauische Boygroup zu formieren.
Nach ersten Auftritten in ihrer moldauischen Heimat wurde 2002 das rumänische Plattenlabel Cat Music auf die drei Freunde aufmerksam. Sie erhielten einen Plattenvertrag und im Sommer 2002 erschien ihre erste Single Numai Tu. Der Song wurde zu einem Senkrechtstarter und erreichte auf Anhieb Platz 1 der rumänischen Charts. Mit ihrer zweiten Single Despre Tine konnten O-Zone diesen Erfolg wiederholen und auch das 2002 veröffentlichte Album Number 1 verkaufte sich gut.
Im Sommer 2003 erschien das zweite Album der Band, DiscO-Zone. Es entwickelte sich in Rumänien zum meistverkauften Dance-Album des Jahres. Erste Single aus dem Album war Dragostea din tei, zunächst nur in Rumänien ein Hit.
Im Februar 2004 wurden italienische Produzenten auf den Song aufmerksam und produzierten mit der aus Rumänien stammenden Sängerin Haiducii ohne Zustimmung von O-Zone eine Coverversion von Dragostea din tei. Diese Aufnahme stürmte die italienischen Charts und war allein sechs Wochen Platz 1 der Dance-Charts. Als Strafe für das unerlaubte Covern musste Haiducii umgerechnet 10.000 Euro bezahlen.
Daraufhin nahm die italienische Plattenfirma Time Records Kontakt zu O-Zone auf, gab ihnen einen einjährigen Plattenvertrag und veröffentlichte ihre Originalversion in mehreren europäischen Ländern. Nach Spitzenplatzierungen in Spanien, Italien, Frankreich, Belgien und Tschechien erreichten O-Zone am 7. Juni 2004 die Spitze der deutschen Singlecharts. Dort blieb Dragostea din tei 14 Wochen lang und war damit der größte Nummer-eins-Hit des Jahres 2004. Am 20. Juni 2004 wurde der Song auch in Österreich (13 Wochen) und der Schweiz (14 Wochen) Nummer eins.
Darüber hinaus verhalf das Lied dem „Numa Numa Guy“ Gary Brolsma als Soundtrack zu seinem am 6. Dezember 2004 auf der Plattform Newgrounds.com veröffentlichten Playback-Video Numa Numa Dance über Nacht zu weltweiter Berühmtheit. Sein Beitrag löste eine regelrechte Flut von Nachahmern aus und machte das Genre des Playback-Videos in den ersten Jahren der Web-Video-Plattformen zu einem wichtigen Trend.
Für Dragostea din tei wurden die drei Moldauer im April 2005 mit dem Echo für die beste Rock/Pop-Single ausgezeichnet. Bald darauf löste sich die Band auf und die Mitglieder begannen Solokarrieren.
Am 9. Mai 2017 kam es zu einer Reunion der Gruppe. Sie spielten zwei Konzerte anlässlich des Europatages in Chișinău und in Bukarest. Danach schlossen es die drei Mitglieder nicht aus, auch in Zukunft gemeinsam weiter Musik unter dem Projekt O-Zone zu veröffentlichen.

## Diskografie

### Studioalben
| Jahr | Titel          | Höchstplatzierung, Gesamtwochen, AuszeichnungChartplatzierungen (Jahr, Titel, Platzierungen, Wochen, Auszeichnungen, Anmerkungen) | Höchstplatzierung, Gesamtwochen, AuszeichnungChartplatzierungen (Jahr, Titel, Platzierungen, Wochen, Auszeichnungen, Anmerkungen) | Höchstplatzierung, Gesamtwochen, AuszeichnungChartplatzierungen (Jahr, Titel, Platzierungen, Wochen, Auszeichnungen, Anmerkungen) | Anmerkungen                             |
| Jahr | Titel          | DE | AT | CH | Anmerkungen                             |
| ---- | -------------- | --- | --- | --- | --------------------------------------- |
| 1999 | Dar, unde ești | — | — | — | Erstveröffentlichung: 2. September 1999 |
| 2002 | Number 1       | — | — | — | Erstveröffentlichung: 17. August 2002   |
| 2004 | DiscO-Zone     | DE16 (16 Wo.)DE | AT15 (15 Wo.)AT | CH7 Gold · (22 Wo.)CH | Erstveröffentlichung: 6. Juni 2004      |

### Singles
| Jahr | Titel Album                       | Höchstplatzierung, Gesamtwochen, AuszeichnungChartplatzierungen (Jahr, Titel, Album, Platzierungen, Wochen, Auszeichnungen, Anmerkungen) | Höchstplatzierung, Gesamtwochen, AuszeichnungChartplatzierungen (Jahr, Titel, Album, Platzierungen, Wochen, Auszeichnungen, Anmerkungen) | Höchstplatzierung, Gesamtwochen, AuszeichnungChartplatzierungen (Jahr, Titel, Album, Platzierungen, Wochen, Auszeichnungen, Anmerkungen) | Höchstplatzierung, Gesamtwochen, AuszeichnungChartplatzierungen (Jahr, Titel, Album, Platzierungen, Wochen, Auszeichnungen, Anmerkungen) | Höchstplatzierung, Gesamtwochen, AuszeichnungChartplatzierungen (Jahr, Titel, Album, Platzierungen, Wochen, Auszeichnungen, Anmerkungen) | Anmerkungen                           |
| Jahr | Titel Album                       | DE | AT | CH | UK | RO | Anmerkungen                           |
| ---- | --------------------------------- | --- | --- | --- | --- | --- | ------------------------------------- |
| 2002 | Despre Tine Number 1 / DiscO-Zone | DE9 a (17 Wo.)DE | AT4 a (19 Wo.)AT | CH9 a (16 Wo.)CH | — | RO1 (20 Wo.)RO | Erstveröffentlichung: November 2002   |
| 2003 | Dragostea din tei DiscO-Zone      | DE1 b ×2Doppelplatin · (31 Wo.)DE | AT1 b Platin · (41 Wo.)AT | CH1 b Platin · (39 Wo.)CH | UK3 b Gold · (17 Wo.)UK | RO1 (23 Wo.)RO | Erstveröffentlichung: 10. August 2003 |

Weitere Singles
- 1999: Kayla my dear deggie
- 2002: Numai Tu

## Auszeichnungen für Musikverkäufe
| Goldene Schallplatte - Dänemark - 2004: für die Single Dragostea din tei (Physisch) - 2024: für die Single Dragostea din tei (Digital) - Finnland - 2004: für das Album DiscO-Zone - Frankreich - 2004: für das Album DiscO-Zone - 2004: für die Single Despre Tine - Italien - 2024: für die Single Dragostea din tei - Japan - 2006: für die Single Dragostea din tei (Downloads) - Polen - 2004: für das Album DiscO-Zone - Schweden - 2004: für die Single Dragostea din tei - Spanien - 2005: für das Album DiscO-Zone - 2024: für die Single Dragostea din tei - Ungarn - 2004: für das Album DiscO-Zone - Vereinigte Staaten - 2005: für die Single Dragostea din tei | Platin-Schallplatte - Japan - 2006: für die Single Dragostea din tei (Mobile Downloads) - Niederlande - 2004: für die Single Dragostea din tei - Portugal - 2004: für das Album DiscO-Zone 2× Platin-Schallplatte - Belgien - 2004: für die Single Dragostea din tei 3× Platin-Schallplatte - Japan - 2005: für das Album DiscO-Zone - Russland - 2004: für das Album DiscO-Zone Diamantene Schallplatte - Frankreich - 2004: für die Single Dragostea din tei 4× Diamantene Schallplatte - Japan - 2006: für die Single Dragostea din tei (Ringtone) |

Anmerkung: Auszeichnungen in Ländern aus den Charttabellen bzw. Chartboxen sind in ebendiesen zu finden.
| Land/RegionAuszeichnungen für Musikverkäufe (Land/Region, Auszeichnungen, Verkäufe, Quellen) | Gold       | Platin       | Diamant     | Verkäufe  | Quellen                                                                                      |
| -------------------------------------------------------------------------------------------- | ---------- | ------------ | ----------- | --------- | -------------------------------------------------------------------------------------------- |
| Belgien (BRMA)                                                                               | —          | 2× Platin2   | —           | 100.000   | ultratop.be                                                                                  |
| Dänemark (IFPI)                                                                              | 2× Gold2   | —            | —           | 49.000    | ifpi.dk DK2                                                                                  |
| Deutschland (BVMI)                                                                           | —          | 2× Platin2   | —           | 600.000   | musikindustrie.de                                                                            |
| Finnland (IFPI)                                                                              | Gold1      | —            | —           | 26.832    | ifpi.fi                                                                                      |
| Frankreich (SNEP)                                                                            | 2× Gold2   | —            | Diamant1    | 1.100.000 | infodisc.fr                                                                                  |
| Italien (FIMI)                                                                               | Gold1      | —            | —           | 50.000    | fimi.it                                                                                      |
| Japan (RIAJ)                                                                                 | Gold1      | 4× Platin4   | 4× Diamant4 | 5.100.000 | riaj.or.jp JP2                                                                               |
| Niederlande (NVPI)                                                                           | —          | Platin1      | —           | 60.000    | nvpi.nl                                                                                      |
| Österreich (IFPI)                                                                            | —          | Platin1      | —           | 30.000    | ifpi.at                                                                                      |
| Polen (ZPAV)                                                                                 | Gold1      | —            | —           | 10.000    | olis.pl                                                                                      |
| Portugal (AFP)                                                                               | —          | Platin1      | —           | 40.000    | Einzelnachweise                                                                              |
| Russland (NFPF)                                                                              | —          | 3× Platin3   | —           | 60.000    | https://web.archive.org/web/20090124001134/http://2m-online.ru/gold_n_platinum/ 2m-online.ru |
| Schweden (IFPI)                                                                              | Gold1      | —            | —           | 10.000    | sverigetopplistan.se                                                                         |
| Schweiz (IFPI)                                                                               | Gold1      | Platin1      | —           | 60.000    | hitparade.ch                                                                                 |
| Spanien (Promusicae)                                                                         | 2× Gold2   | —            | —           | 80.000    | elportaldemusica.es                                                                          |
| Ungarn (MAHASZ)                                                                              | Gold1      | —            | —           | 10.000    | slagerlistak.hu                                                                              |
| Vereinigte Staaten (RIAA)                                                                    | Gold1      | —            | —           | 500.000   | riaa.com                                                                                     |
| Vereinigtes Königreich (BPI)                                                                 | Gold1      | —            | —           | 400.000   | bpi.co.uk                                                                                    |
| Insgesamt                                                                                    | 15× Gold15 | 15× Platin15 | 5× Diamant5 |           |                                                                                              |

## Künstlerauszeichnungen
- Echo
  - 2005: für „Hit des Jahres national/international“ (Dragostea din tei)[6]